# Wang Ying (taekwondo)
Wang Ying (15 de febrero de 1984) es una deportista china que compitió en taekwondo. Ganó dos medallas en el Campeonato Mundial de Taekwondo en los años 2003 y 2005, y una medalla en los Juegos Asiáticos de 2002.

## Palmarés internacional
| Campeonato Mundial | Campeonato Mundial                | Campeonato Mundial | Campeonato Mundial |
| Año                | Lugar                             | Medalla            | Categoría          |
| ------------------ | --------------------------------- | ------------------ | ------------------ |
| 2003               | Garmisch-Partenkirchen (Alemania) | Medalla de plata   | –47 kg             |
| 2005               | Madrid (España)                   | Medalla de oro     | –51 kg             |
| Juegos Asiáticos   |                                   |                    |                    |
| Año                | Lugar                             | Medalla            | Categoría          |
| 2002               | Busan (Corea del Sur)             | Medalla de bronce  | –47 kg             |